# 崔書琴

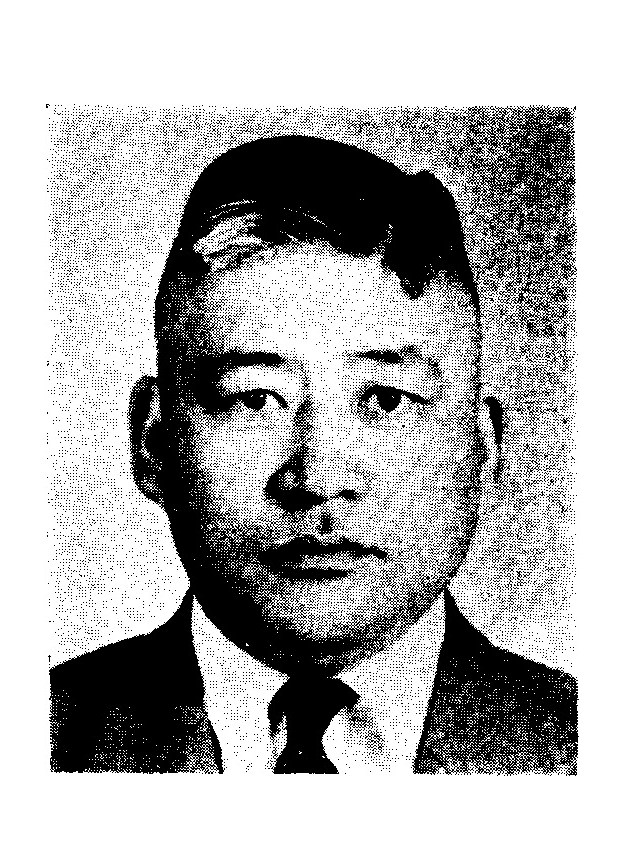
崔書琴近照

崔書琴（1906年—1957年），河北故城人，中华民国政治人物。

## 生平
1906年，生於天津。1921年，自天津市立小學畢業。1926年，毕业于南开中学，1927年加入中國国民党。1930年，畢業於南开大学，旋赴美留學，在哈佛大學研究院攻讀政治学，在學期間與鄧嗣禹熟識。1934年，以「廣州與莫斯科協約對於孫中山先生政治哲學及革命策略之影響」為論文畢業，取得博士学位後回國。
先於中央政治学校任教，後回到母校南開大學政治學系任教授。1937年4月，受陶希聖之邀到國立北京大学教書。七七事變之後，隨北大南遷，繼續在西南联大教書。
抗戰勝利後，國立北京大學在北京復校，繼續留校任教，同時与张佛泉创办独立时论社。1948年1月，國民政府行憲後当选第1屆中華民國立法委員。
1949年，崔书琴等人创办亚洲文商专科夜校。
大陸變色，中華民國中央政府遷臺后，任教于國立台湾大学、國立政治大学。1950年，膺任中國国民党中央改造委员兼设计委员会主任委员，参与设计推行国民党改造运动。1952年出任中央委员会设计考核委员会主任委员。1956年赴美参加美国国际法学会五十周年年会，并赴欧洲各国考察。
著有《国际法》、《条约论》、《三民主义新论》、《三民主义与民主主义》、《思想斗争的分际》，《孫中山與共產主義》，译有《叛国的种子》等。
1957年，染患急性腎臟炎，後轉為腦炎症，病逝台大醫院。